# Bohemiellina
Bohemiellina är ett släkte av skalbaggar som beskrevs av Machulka 1941. Bohemiellina ingår i familjen kortvingar.
Släktet innehåller bara arten Bohemiellina flavipennis.